# Cause for Conflict
Cause for Conflict (en español: Causa de Conflicto) es el séptimo álbum de la banda alemana de thrash metal Kreator lanzado en 1995. Igual que en su anterior álbum Renewal incorpora elementos del metal industrial y groove metal, un sonido similar a otras bandas como Sepultura, Exhorder, Pantera y Machine Head

## Lista de canciones
1995: Cause for Conflict (Limited Digipack Edition)
1. "Prevail" – 3:59
2. "Catholics Despot" – 3:23
3. "Progressive Proletarians" – 3:24
4. "Crisis of Disorder" – 4:17
5. "Hate Inside Your Head" – 3:39
6. "Bomb Threat" – 1:47
7. "Men Without God" – 3:46
8. "Lost" – 3:35
9. "Dogmatic Authority" – 1:27
10. "Sculpture of Regret" – 2:59
11. "Celestial Deliverance" – 3:15
12. "State Oppression" (Bonus Track) (Written By – Raw Power) - 1:38
13. "Isolation" – 11:54

## Créditos
- Mille Petrozza -Guitarra & Voz
- Frank "Blackfire" Gosdzik - Guitarra
- Christian Giesler - Bajo
- Joe Cangelosi - Batería

And:
Engineer [Assistant] – Doug Tranton
Lyrics By – Mille Petrozza (tracks: 1 to 11, 13)
Mixed By – Vincent Wojno
Music By – Kreator (tracks: 1 to 11, 13)
Producer – Kreator, Vincent Wojno